# Этеокипрский язык
Этеокипрский язык — язык догреческого населения острова Кипр.

## Корпус
Термин «этеокипрский» (то есть «подлинно кипрский») охватывает следующий корпус текстов:
- несколько сот надписей кипрским письмом, датируемых V—III вв. до н. э., которые невозможно истолковать по-гречески. Часть этих надписей может быть греческой, однако непонятной из-за краткости; однако выделяются как минимум две группы однозначно негреческих надписей, среди которых встречаются и довольно длинные, с характерными негреческими морфологическими особенностями:
  - не менее 100 надписей из Аматуса (единичные надписи сопровождаются параллельным текстом на греческом койне, выполненным не кипрским письмом, а обычным греческим алфавитом);
  - группа коротких надписей из Голги (Golgoi, ныне Афиену в районе Ларнака). Маркус Эгетмайер полагает, что эта группа надписей выполнена иным языком, чем аматусские[1].

## Язык кипро-минойских надписей
Предполагается, что этеокипрский язык был языком догреческого населения Кипра, и потому мог представлять собой более позднюю форму языка, на котором выполнены более ранние надписи кипро-минойским письмом, между XII—X веками до н. э. (последнее в целом недешифровано, однако около 15-20 знаков могут быть надёжно отождествлены со знаками более позднего кипрского письма). Ввиду хронологического разрыва в более чем полтысячелетия данный язык принято называть «язык кипро-минойских надписей», а его родство с этеокипрским, несмотря на сходство в морфологии, остаётся дискуссионным. Ив Дюу провёл сопоставительный анализ этеокипрских надписей с кипро-минойскими, и нашёл общие закономерности в статистике употребления аналогичных знаков (что отличало их от надписей на греческом языке, где те же знаки имели иную статистику встречаемости и занимали иные позиции в словах).
В связи с тем, что кипро-минойское письмо до конца не дешифровано, остаётся проблематичным вопрос, какой язык они передавали. Жан-Пьер Оливье придерживается мнения, что различные графические варианты кипро-минойского письма указывают как минимум на два различных языка. Его точку зрения критикуют Т. Палайма и С. Феррара, указывающие на однородность кипро-минойского корпуса (весьма сходные статистические закономерности употребления знаков, совпадающие слова и предполагаемые морфемы).
Остаётся спорным влияние на этнический и языковой состав острова миграции «народов моря». Согласно египетским источникам, на рубеже XIII—XII вв. до н. э. на Кипр вторгся народ «ч-к-р» (тевкры?) из числа «народов моря», в состав которых предположительно входили также пеласги и этруски. Тем не менее, данный период не только не сказался на материальной культуре острова, но более того, в отличие от большинства других регионов Восточного Средиземноморья, переживших «бронзовый коллапс», Кипр переживает в это время расцвет. Следы проникновения греческих колонистов появляются в материальной культуре не резко, а постепенно.
Если до X в. до н. э. кипро-минойское письмо было распространено по всему острову (с наибольшей концентрацией памятников на востоке острова, в Энгоми и Хала-Султан-Текке), то с X в. до н. э. (распространение на острове греческих колонистов) и до VI в. до. н.е. происходит упадок письменности и её смена, а с V в. до н. э. этеокипрский язык засвидетельствован лишь на юго-востоке острова, в Аматусе, население которого также в значительной мере подверглось эллинизации (все местные правители носили греческие имена).

## Грамматика

### Кипро-минойские надписи
Поскольку письмо на настоящий момент дешифровано лишь частично (однозначно опознаны лишь около 1/3 всех знаков), можно судить лишь об отдельных грамматических и лексических характеристиках текстов данным письмом. Вопрос о том, совпадает ли данный язык с этеокипрским, также остаётся открытым.
В кипро-минойских надписях выявлены некоторые характерные повторяющиеся элементы слов (морфемы?), в том числе инициальные и финальные элементы слов. Весьма характерным является употребление знака na в основном как финального (где он может представлять собой морфему), но никогда — в начале слов. Также в конце часто встречаются знаки si, to, nu(?), sa, mo. Знаки для слогов, состоящих из одного гласного звука, встречаются почти исключительно в начале слов (в отличие от этеокипрских текстов, где знак i встречается как конечная морфема).

### Свидетельства угаритских текстов
В архивах Угарита, торгового города в Леванте, погибшего в ходе бронзового коллапса, сохранилась обширная переписка с соседними царствами, в том числе с Аласией (Кипром). Большая часть данной переписки велась на угаритском языке, поэтому её контекст понятен; некоторые надписи выполнены кипро-минойским письмом с характерными местными особенностями начертания.

### Этеокипрские тексты
Ввиду скудности материала изучены лишь некоторые грамматические особенности:
- агглютинативная структура языка,
- префиксы e-ki, pu (возможно, предлоги)
- некоторые падежные окончания (-se/-ti, -ni/-no/-no-ti/-so, -o-ti, -wo/wi и др.: знак / означает чередование окончаний в словах с одинаковыми основами)
- показатель «отчества» (-o-ko-), известный по ряду имён; сопоставляется с хурритским -uhu-; в словах предшествует падежному окончанию.
- показатель -na или -no, также широко представленный в глоссах и в кипро-минойских текстах (в этрусском языке аналогичный показатель был характерен для производных прилагательных).

Морфологические показатели выявлены на материале хорошо опознаваемых древнегреческих имён с этеокипрскими (падежными?) окончаниями, а также при сравнении слов, различающихся одним или двумя конечными слоговыми знаками. Ряд окончаний (например, -(n)o-ti) встречаются довольно часто в разных контекстах.

### Фонетика и правописание
Знак si в середине слова нередко чередуется с i, что может быть свидетельством палатализации; перед другими гласными s не подвергается подобной трансформации.
В ряде случаев s в середине слова может чередоваться с r или t.
Характерным отличием от всех прочих эгейских письменностей является частая встречаемость открытых гласных в середине слов (что, возможно, свидетельствует о наличии дифтонгов). Необычно часто, по сравнению с греческими текстами, встречаются слоги с гласным -u.
Иногда встречаются варианты одного слова, отличающиеся одним из гласных в середине слова, что может говорить об отсутствии строгого правила использования «пустых» гласных в конце закрытых слогов. В греческих текстах существует правило: «пустым» является либо гласный соседнего слога, либо е в конце слова.

### Ономастика
В кипро-минойском корпусе относительно надёжно идентифицирована последовательность из двух знаков, означающая «сын» (такого-то).
Большинство имён в этеокипрских текстах являются греческими; собственно этеокипрские, даже если они представлены, до сих пор надёжно не опознаны, кроме одного: tu-sa-so-ko-(s)o-ti = Tu(r)sas + показатель отчества + падежное окончание.
Из угаритской переписки известны отдельные кипрские топонимы и имена. Имя царя Аласии, Кушмешуша, очевидно не относится к известным языкам Средиземноморья и Ближнего Востока.
Финикийская надпись из Аматуса содержит единственное слово l’mryk («для 'mryk» — также, возможно, местное имя).
В ассирийских и финикийских текстах также засвидетельствованы кипрские имена неясной этимологии, например, Erisu, Kisu.

### Глоссы
Ряд глосс аркадо-кипрского диалекта, возможно, заимствованы из этеокипрского языка — например, agor (орёл).

## Генетические связи
Ввиду скудости лексики установить генетические связи языка на сегодняшний день невозможно. Т. Б. Джонс (Джоунз), автор приведённой ниже (не общепризнанной) дешифровки билингвы из Аматуса, считал язык родственным этрусскому; этой же точки зрения придерживаются Х. Рикс и С. А. Яцемирский. Ряд исследователей отмечают формальное структурное сходство между этеокипрским и хурритским. Наиболее подробно хурритскую гипотезу рассмотрела Филиппа Стил; она отметила сходство большинства именных аффиксов, но при этом — отсутствие хурритских аналогов для наиболее частого аффикса -(n)o-ti, а также опознаваемых хурритских слов в текстах. М. Эгетмайер и Ф. Стил предполагают, что даже если гипотеза о родстве хурритским имеет под собой основания, она на сегодняшний день недоказуема.

## Тексты

### Двуязычная надпись из Аматуса
Наиболее известная этеокипрская надпись — двуязычный текст, датируемый примерно VI в. до н. э., состоящий из частей на аттическом диалекте древнегреческого языка и на этеокипрском. Аматус был древним городом на южном побережье Кипра (около 10 км к югу от Лимасола и 40 км к западу от Ларнаки). Ниже приведена транслитерация текста (заглавными буквами — чтение знаков, строчными — предложенные Т. Б. Джонсом деление на морфемы и перевод).
С точки зрения грамматики и лексики Т. Б. Джонс сближает язык надписи с этрусским языком и языком Лемносской стелы, однако ввиду малого количества надписей такую точку зрения нельзя считать надёжной. Строка (2) представляет собой морфологическую разбивку, согласно Джонсу, а строка (3) — его интерпретацию текста.
Перевод Джонса не принят большинством современных исследователей.
Этеокипрский текст:
A-NA MA-TO-RI U-MI-E-SA-I MU-KU-LA-I LA-SA-NA
Ana mator-i um-iesa-i Mukula-i Lasana
В этом городе посвятили тиррены в Мукуле (Lasana соотв. Rasna — самоназвание этрусков)
A-RI-SI-TO-NO-SE A-RA-TO-WA-NA-KA-SO-KO-O-SE KE-RA KE-RE-TU-LO-SE
Ariston-ose Artowanaksoko-ose, kera keretul-ose.
Аристону (сыну) Аристонакта, из благородного рода.
TA KA-NA KU-NO SO-TI A-LO KA-I-LI PO-TI
Ta kana kuno sot-i, ail-o kail-i pot-i
Этот дар (был) принесён могиле, положен в землю вождём.
Греческий текст:
 'Η πολις 'η Αμαθουσιων Αριστωνα Αριστωνακτος, ευπατριδην.
Полис жителей Аматуса (посвятил) Аристону (сыну) Аристонакта, из благородного рода.

### Другие надписи
Существует также несколько кратких надписей. В 2015 г. М. Эгетмайер объявил об обнаружении новой длинной этеокипрской надписи (должна быть опубликована в журнале «Кадмос» в 2017—2018 гг.).

## См.также
Этеокритский язык